# ハルキシャン・シン・スルジート
ハルキシャン・シン・スルジート（英語: Harkishan Singh Surjeet、1916年3月23日 - 2008年8月1日）は、インドの政治家。1992年から2005年までインド共産党マルクス主義派の書記長を務めた。

## 経歴
パンジャーブ州バンダラにあるシク教徒の家庭に生まれる。1934年にインド共産党に入党し、1964年に党が分裂した際にはインド共産党マルクス主義派の中心メンバーとして参加した。1992年には党中央委員会の書記長に選出され、89歳になる2005年まで務めた。